# Ledbury Town
Ledbury Town/Ledbury Urban var en civil parish från 1894 till 1986 då den blev en del av Ledbury, i grevskapet Hereford and Worcester (nu Herefordshire), i England. Civil parish var belägen 20 km från Hereford och hade 3 911 invånare år 1971.